# ابن أعلم البغدادي
هو بغدادِيُّ المنشأ والمولد. وكان شريفًا من أولاد جعفر الطيار وبه نزق فصنف الزيج المنسوب إليه، واتفق المهندسون بأسرهم على أن تقويم المريخ من زيجه يومًا 62 في الماء فلم يوجد منه إلا نسخة سقيمة. وكان عالمًا بالهندسة وأجزائها، عارفًا بالقانون الفيثاغوري في الموسيقى.